# Hellerman Rocks
Die Hellerman Rocks sind eine Gruppe aus sieben kleinen Inseln und Rifffelsen im Palmer-Archipel vor der Westküste des Grahamlands auf der Antarktischen Halbinsel. Sie sind durch Untiefen miteinander verbunden und liegen 600 m östlich von Hermit Island vor der Südwestküste der Anvers-Insel.
Das Advisory Committee on Antarctic Names benannte sie 1974 nach Leutnant Lance W. Hellerman von den Reservestreitkräften der United States Navy, diensthabender Offizier auf der Palmer-Station im Jahr 1969.